# Péma Ling
Pour les articles homonymes, voir Ling.
Péma Ling est une série de bande dessinée. 
- Scénario, dessins et couleurs : Georges Bess

Cette série n'est pas terminée mais son édition est arrêtée.

## Albums
1. De larmes et de sang (2005)
2. Les Guerriers de l'éveil (2006)
3. Yamantaka, seigneur de la mort (2007)
4. Naissance d'une légende (2008)
5. Katouk le Tulpa (2009)

## Publication

### Éditeurs
- Dupuis (collection « Repérages ») : tomes 1 à 5 (première édition des tomes 1 à 5).